# IC 1039
IC 1039 ist eine linsenförmige Galaxie vom Hubble-Typ S0-a im Sternbild Jungfrau an der Ekliptik. Sie ist rund 329 Millionen Lichtjahre von der Milchstraße entfernt.
Das Objekt wurde am 28. Mai 1891 von Stéphane Javelle entdeckt.